# Kamaitachi
Kamaitachi (jap. 鎌鼬) – yōkai występujący w japońskim folklorze, najczęściej spotykany w regionie Kōshin’etsu. Nazwa składa się z dwóch słów: kama oznacza sierp, itachi – rodzaj łasicy. Jest tłumaczona jako „łasica o pazurach jak sierpy”.

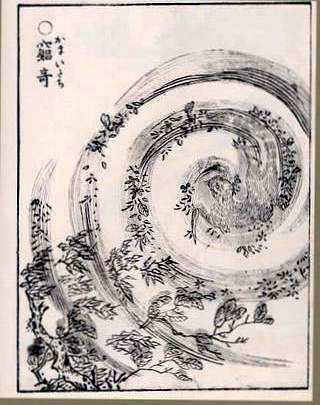
Kamaitachi, ilustracja z Gazu-hyakki-yakō autorstwa Sekien Toriyamy

Istnieje kilka koncepcji wyglądu oraz sposobu działania tego upiora, ale najczęściej jest przedstawiany jako jedna z trójki łasic o ostrych pazurach, zdolna zadawać rany cięte z prędkością wiatru lub dosiadająca wirów powietrznych.
W prefekturze Gifu mówi się, że pierwsza łasica przewraca ofiarę, druga tnie ciało ofiary, a trzecia stosuje leki przeciwbólowe oraz hamuje krwawienie, więc czasem ofiara dopiero po pewnym czasie zauważa, iż została zraniona.
W zależności od wersji opowiadającego, łasice są braćmi w różnym wieku lub trojaczkami.
Sekien Toriyama, jako pierwszy, przedstawił na rysunku swoje wyobrażenie kamaitachi. Ta łasica-straszydło była dla niego swoistym kalamburem skojarzonym z jedną z nazw ludowych tego stworzenia, a mianowicie  kamaetachi (jap. 構え太刀; dosł. przyjęcie postawy do ataku ze wzniesionym mieczem).
Pomysł łasic o ostrych jak brzytwa pazurach został przyjęty przez twórców mangi i anime, przez co kamaitachi często pojawiają się w filmach, mandze i anime.

## Kamitachi w kulturze popularnej

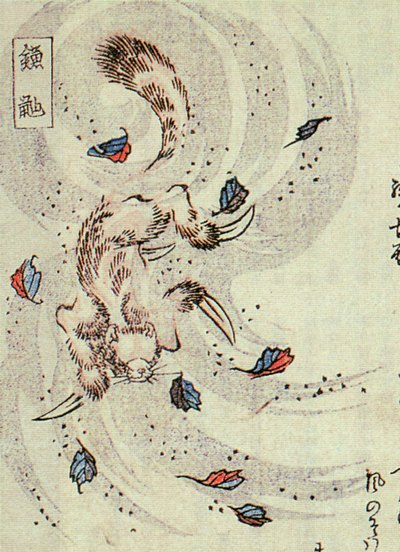
Kamaitachi, ilustracja z Kyōka Hyaku-Monogatari

- W serii One Piece, szermierz marynarki Tashigi wykorzystuje cios zwany „Kamaitachi”, a załoga Luffy’ego spotyka się z człowiekiem o imieniu Erik Kamaitachi.
- W anime InuYasha, Miroku walczy z demonem o wyglądzie łasicy, więc można przypuszczać, iż jest to Kamaitachi. Oprócz tego jedna z postaci – Kagura, jeździ na wietrze i walczy gigantycznymi ostrzami stworzonymi z wiatru.
- W mandze Ushio i Tora, bohaterowie tworzą trio z tym demonem.
- Kamaitachi to imię jednego z duchów w serii Król szamanów.
- W serii Naruto, Temari używa techniki inspirowanej legendą o Kamaitachi: jest w stanie używać ostrzy z wiatru, unosić się za pomocą wirów wiatru oraz wzywać łasice uzbrojone w kosy.
- W mandze i anime Bleach, shinigami jest nazywany „Kamaitachi”, ze względu na szczególną technikę, która wykorzystuje tysiące ostrzy podobnych do shurikenów, które obracają się wokół niego.
- W serii gier Pokémon, Sneasel jest podobny do legendarnej łasicy.
- Demon ten jest również obecny w grze wideo Okami.
- Kamaitachi to tytuł utworu brazylijskiego zespołu Sepultura, z albumu Against.
- Kamatachi występuje jako jeden z potworów w serialu Ninja Sentai Kakuranger.

- Kamaitachi to jeden z bossów występujących w grze komputerowej "Nioh 2"
- Demon ten występuje również w grze Ghostwire: Tokyo